# Nút nối dây câu
Nút nối dây câu (Fisherman's knot) là một nút dây đặc dụng dùng để nối hai sợi dây lại với nhau.

## Cách thắt
Nó đơn giản là hai nút đơn, một nút đơn giữ quanh sợi dây bên phải và nút kia giữ quanh sợi dây bên trái. Xiết chặt lần lượt mỗi nút đơn. Sau đó kéo căng hai đầu sợi dây vừa được nối sao cho hai nút đơn chạy gần lại với nhau.
Xem minh họa cách thắt nút nối dây câu. Lưu trữ ngày 22 tháng 9 năm 2007 tại Wayback Machine

## Sử dụng
Nó đòi hỏi một chút khéo léo để thắt và vì vậy nó thường được dùng với các loại dây vật liệu chắc chắn. Khi được buộc xong, nó khá gọn và đầu mút dây ló dài ra ở ngay nút vừa thắt có thể được cắt gọn sát vào. Những tính chất này làm nó rất hữu dụng để nối dây câu. Nó cũng có thể dùng để nối hai sợi dây trơn láng, có tiết diện không bằng nhau hoặc bằng nhau.